# Dongzhi
Dongzhi (en chino, 东至; pinyin, Dōngzhì) es un condado  bajo la administración directa de la Prefectura Chizhou en la Provincia de Anhui, República Popular China.  Su área es de 3250 km² y su población total para 2010 superó los 460 mil habitantes. 

## Administración
Desde julio de 2020, el  Condado Dongzhi se divide en 15 pueblos que se administran en 12 poblados y 3  villas.